# شيغيو أوغاتا
شيغيو أوغاتا (باليابانية: 緒方茂生؛ بالكانا: おがた しげお) هو سباح ياباني، ولد في 4 أكتوبر 1968.

## وصلات خارجية
- شيغيو أوغاتا على موقع الاتحاد الدولي للسباحة (الإنجليزية)
- شيغيو أوغاتا على موقع أوليمبيديا (الإنجليزية)